# Diocesi di Frederico Westphalen
La diocesi di Frederico Westphalen (in latino Dioecesis Vestphaleniana) è una sede della Chiesa cattolica in Brasile suffraganea dell'arcidiocesi di Passo Fundo. Nel 2023 contava 277.692 battezzati su 370.143 abitanti. È retta dal vescovo Antônio Carlos Rossi Keller.

## Territorio
La diocesi comprende 56 comuni nella parte settentrionale dello stato brasiliano del Rio Grande do Sul: Frederico Westphalen, Alpestre, Ametista do Sul, Barra do Guarita, Boa Vista das Missões, Bom Progresso, Braga, Caiçara, Campo Novo, Cerro Grande, Constantina, Coronel Bicaco, Crissiumal, Cristal do Sul, Derrubadas, Dois Irmãos das Missões, Engenho Velho, Erval Seco, Esperança do Sul, Gramado dos Loureiros, Humaitá, Iraí, Jaboticaba, Lajeado do Bugre, Liberato Salzano, Miraguaí, Nonoai, Nova Candelária, Novo Barreiro, Novo Tiradentes, Novo Xingu, Palmeira das Missões, Palmitinho, Pinhal, Pinheirinho do Vale, Planalto, Redentora, Rio dos Índios, Rodeio Bonito, Sagrada Família, Santo Augusto, São José das Missões, São Martinho, São Pedro das Missões, São Valério do Sul, Seberi, Sede Nova, Taquaruçu do Sul, Tenente Portela, Tiradentes do Sul, Três Palmeiras, Três Passos, Trindade do Sul, Vicente Dutra, Vista Alegre e Vista Gaúcha
Sede vescovile è la città di Frederico Westphalen, dove si trova la cattedrale di Sant'Antonio.
Il territorio si estende su una superficie di 11.473 km² ed è suddiviso in 40 parrocchie.

## Storia
La diocesi fu eretta il 22 maggio 1961 con la bolla Haud parva di papa Giovanni XXIII, ricavandone il territorio dalle diocesi di Passo Fundo e di Santa Maria (oggi entrambe arcidiocesi).
Originariamente suffraganea dell'arcidiocesi di Porto Alegre, il 13 aprile 2011 è entrata a far parte della provincia ecclesiastica dell'arcidiocesi di Passo Fundo.
Il 14 settembre 2012 la Congregazione per il culto divino e la disciplina dei sacramenti ha confermato i beati Manuel Gómez González e Adílio Da Ronch patroni principali della diocesi.

## Cronotassi dei vescovi
Si omettono i periodi di sede vacante non superiori ai 2 anni o non storicamente accertati.
- João Aloysio Hoffmann † (26 marzo 1962 - 27 maggio 1971 nominato vescovo di Erexim)
- Bruno Maldaner † (27 maggio 1971 - 12 dicembre 2001 ritirato)
- Zeno Hastenteufel † (12 dicembre 2001 - 28 marzo 2007 nominato vescovo di Novo Hamburgo)
- Antônio Carlos Rossi Keller, dall'11 giugno 2008

## Statistiche
La diocesi nel 2023 su una popolazione di 370.143 persone contava 277.692 battezzati, corrispondenti al 75,0% del totale.
| anno | popolazione | popolazione | popolazione | presbiteri | presbiteri | presbiteri | presbiteri                | diaconi | religiosi | religiosi | parrocchie |
| anno | battezzati  | totale      | %           | numero     | secolari   | regolari   | battezzati per presbitero | diaconi | uomini    | donne     | parrocchie |
| ---- | ----------- | ----------- | ----------- | ---------- | ---------- | ---------- | ------------------------- | ------- | --------- | --------- | ---------- |
| 1966 | 320.000     | 375.000     | 85,3        | 50         | 19         | 31         | 6.400                     |         | 12        | 141       | 26         |
| 1970 | ?           | 390.000     | ?           | 61         | 28         | 33         | ?                         | 1       | 37        | 186       | 32         |
| 1976 | 430.000     | 510.000     | 84,3        | 60         | 28         | 32         | 7.166                     | 3       | 41        | 176       | 33         |
| 1980 | 444.000     | 543.000     | 81,8        | 61         | 27         | 34         | 7.278                     | 3       | 41        | 185       | 34         |
| 1990 | 469.000     | 561.000     | 83,6        | 66         | 29         | 37         | 7.106                     | 1       | 39        | 181       | 35         |
| 1999 | 543.000     | 653.000     | 83,2        | 65         | 38         | 27         | 8.353                     | 1       | 59        | 120       | 37         |
| 2000 | 550.000     | 661.000     | 83,2        | 64         | 38         | 26         | 8.593                     |         | 56        | 108       | 37         |
| 2001 | 320.000     | 385.128     | 83,1        | 64         | 38         | 26         | 5.000                     | 1       | 47        | 98        | 37         |
| 2002 | 320.000     | 385.128     | 83,1        | 65         | 39         | 26         | 4.923                     | 1       | 45        | 94        | 37         |
| 2003 | 321.000     | 386.000     | 83,2        | 57         | 39         | 18         | 5.631                     |         | 40        | 94        | 37         |
| 2004 | 286.494     | 389.749     | 73,5        | 58         | 42         | 16         | 4.939                     |         | 26        | 64        | 37         |
| 2006 | 310.000     | 399.000     | 77,7        | 62         | 45         | 17         | 5.000                     |         | 37        | 92        | 38         |
| 2013 | 340.000     | 438.000     | 77,6        | 70         | 47         | 23         | 4.857                     | 1       | 56        | 86        | 39         |
| 2016 | 349.000     | 448.900     | 77,7        | 68         | 53         | 15         | 5.132                     | 3       | 53        | 86        | 39         |
| 2019 | 357.420     | 459.800     | 77,7        | 70         | 60         | 10         | 5.106                     | 4       | 46        | 79        | 39         |
| 2021 | 363.000     | 467.000     | 77,7        | 78         | 62         | 16         | 4.653                     | 4       | 49        | 79        | 40         |
| 2023 | 277.692     | 370.143     | 75,0        | 77         | 62         | 15         | 3.606                     | 4       | 48        | 79        | 40         |